# Sorriso Esporte Clube
Il Sorriso Esporte Clube, noto anche semplicemente come Sorriso, è una società calcistica brasiliana con sede nella città di Sorriso, nello stato del Mato Grosso.

## Storia
Il club è stato fondato il 20 luglio 1985. Il Sorriso Esporte Clube ha vinto il Campionato Mato-Grossense nel 1992 e nel 1993. Il club ha partecipato alla Coppa del Brasile nel 1993 e nel 1994.

## Palmarès

### Competizioni statali
- Campionato Mato-Grossense: 2

1992, 1993
- Campeonato Mato-Grossense Segunda Divisão: 1

2013